# Грчка на Светском првенству у атлетици у дворани 2014.
Грчка учествовала је на Светском првенству у атлетици у дворани 2014. одржаном у Сопоту од 7. до 9. марта петнаести пут, односно на свим првенствима до данас. Репрезентација Грчке имала је 5 учесника (3 мушкарца и 2 жене), који су се такмичили у четири дисциплине (3 мушке и 2 женске).,
На овом првенству Грчка је по броју освојених медаља делила 14. место са једном медаљом (златна). У табели успешности према броју и пласману такмичара који су учествовали у финалним такмичењима (првих 8 такмичара) Грчка је са 2 учесника у финалу делила 21. место са 13 бодова.
| Плас. | Земља | 1. место | 2. место | 3. место | 4. место | 5. место | 6. место | 7. место | 8. место | Бр. финал. | Бод. |
| ----- | ----- | -------- | -------- | -------- | -------- | -------- | -------- | -------- | -------- | ---------- | ---- |
| =21.  | Грчка | 1        | 0        | 0        | 1        | 0        | 0        | 0        | 0        | 2          | 13   |

## Учесници
| Мушкарци: - Костадинос Дувалидис — 60 м препоне - Костадинос Филипидис — Скок мотком - Луис Цатумас — Скок удаљ | Жене: - Марија Гату — 60 м - Николета Киријакопулу — Скок мотком |  |

## Освајачи медаља (1)

### Злато (1)
- Костадинос Филипидис — Скок мотком

## Резултати

### Мушкарци
| Атлетичар            | Дисциплина   | Лични рекорд | Квалификација | Квалификација | Полуфинале | Полуфинале | Финале               | Финале      | Детаљи |
| Атлетичар            | Дисциплина   | Лични рекорд | Резултат      | Место         | Резултат   | Место      | Резултат             | Место       | Детаљи |
| -------------------- | ------------ | ------------ | ------------- | ------------- | ---------- | ---------- | -------------------- | ----------- | ------ |
| Костадинос Дувалидис | 60 м препоне | 7,60 НР      | 7,65 КВ       | 4. у гр. 4    | 7,62       | 5. у гр. 1 | Није се квалификовао | 9 / 19 (20) |        |
| Костадинос Филипидис | Скок мотком  | 5,83 НР      |               |               |            |            | 5,80                 |             |        |
| Луис Цатумас         | Скок удаљ    | 8,23 НР      | 8,10 КВ       | 3             |            |            | 8,13                 | 4 / 17      |        |

### Жене
| Атлетичарка           | Дисциплина  | Лични рекорд | Квалификације | Квалификације | Полуфинале            | Полуфинале            | Финале                | Финале  | Детаљи |
| Атлетичарка           | Дисциплина  | Лични рекорд | Резултат      | Место         | Резултат              | Место                 | Резултат              | Место   | Детаљи |
| --------------------- | ----------- | ------------ | ------------- | ------------- | --------------------- | --------------------- | --------------------- | ------- | ------ |
| Марија Гату           | 60 м        | 7,29         | 7,38          | 4. у гр. 3    | Није се квалификовала | Није се квалификовала | Није се квалификовала | 27 / 43 |        |
| Николета Киријакопулу | Скок мотком | 4,72 НР      |               |               |                       |                       | 4,30                  | 12 / 12 |        |